# کنینگزبی
کنینگزبی (به انگلیسی: Coningsby) یک شهرک و محله مدنی در بریتانیا است که در لیندسی شرقی واقع شده‌است. کنینگزبی ۱۴٫۶۷ کیلومتر مربع مساحت و ۳٬۸۶۴ نفر جمعیت دارد.